# Blindmaterial

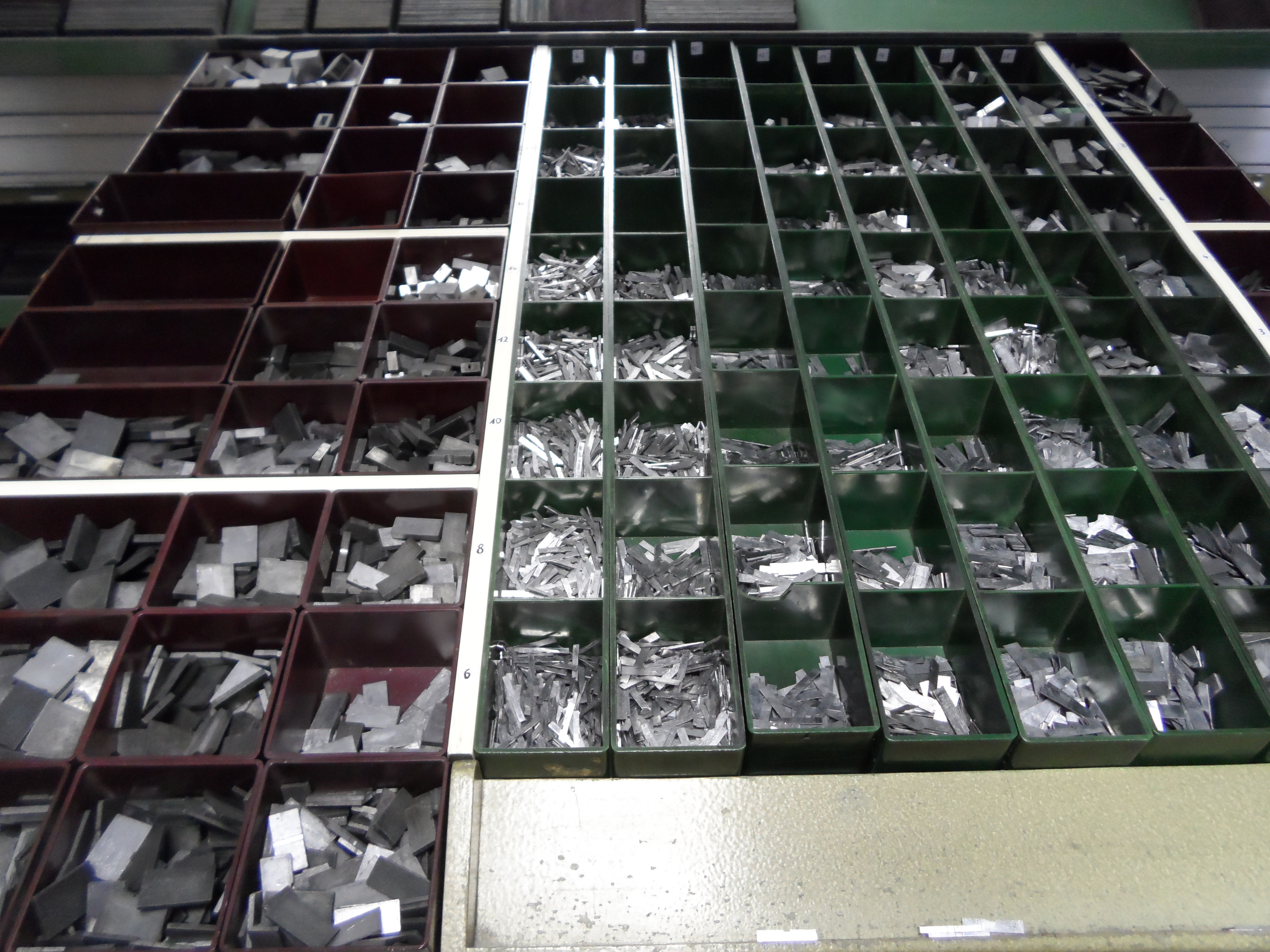
Blindmaterial: Quadrate (links) und Ausschluss (rechts)

Als Blindmaterial bezeichnet man das nicht druckende Material einer Druckform im Bleisatz. Die DIN 16514 des Deutschen Instituts für Normung e. V. beschreibt es so: „Nichtschrifthohe und damit nichtdruckende Teile des Satzes, wie z. B. Ausschluss, Quadrate, Stückdurchschuss, Regletten und Stege“.
Der Ausschluss im Handsatz ist der Teil des Blindmaterials, der zwischen den Worten oder Zeichen einer Zeile eingesetzt wird. Es gibt verschiedene Größen, schmale Teile heißen Spatien und sind 1/2 bis 1 1/2 Punkte breit. Sie werden auch zum Sperren von Schrift verwendet. Ausschluss, der einer quadratischen Fläche mit Höhe des Schriftkegels entspricht, wird als Geviert bezeichnet. Ausschluss befindet sich sowohl in speziellen Fächern des Setzkastens als auch in speziellen Kästen zum Nachfüllen der Setzkästen.
Quadrate nennt man Blindmaterial in den Längen 2, 3 und 4 Cicero und Breiten zwischen 1 Punkt und 48 Punkt.

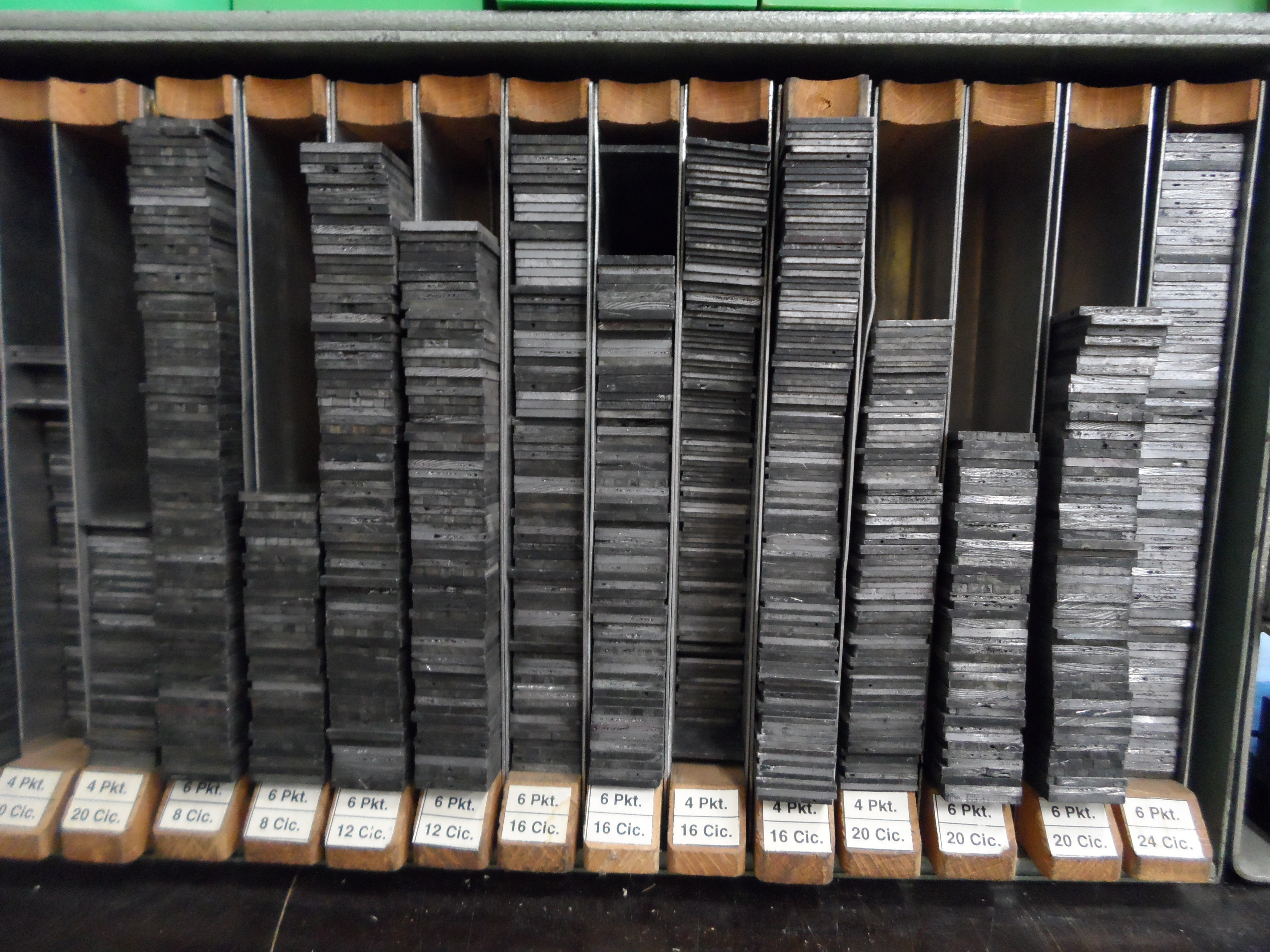
Regletten in einer Handsetzerei

Regletten werden als Abstand zwischen die Zeilen eingesetzt. Sie werden auch Durchschuss genannt.
Stege sind Metallteile, die größere Leerräume füllen. Sie werden zwischen den Kolumnen und auch für die Ränder des Textblocks eingesetzt.
Das Standard-Blindmaterial besteht in der Regel aus Letternmetall, einer Legierung aus Blei, Zinn und Antimon. Spatien unter einem Punkt Breite werden meist aus Messing gefertigt, Stege werden aus Gusseisen oder einer Legierung aus Blei und Antimon ohne Zinn gefertigt.
Wenn Blindmaterial in der Druckform beim Drucken so weit nach oben rutscht, dass es mitgedruckt wird, nennt man es Spieß.